# EC Bergisch Land
Der Eishockeyclub Bergisch Land e. V. (kurz EC Bergisch Land oder ECB) ist ein Eishockeyverein aus Solingen, der 2005 als Nachfolger der Bergisch Blue Knights gegründet wurde. Die Herrenmannschaft spielt unter dem Namen Bergisch Raptors. Das Damenteam, die Raptösen, spielte zeitweise in der 2. Damen-Liga Nord. Die Trikot-Farben des ECB sind Weiß, Blau und Gelb.

## Geschichte

### SC Solingen/SC Solingen 88

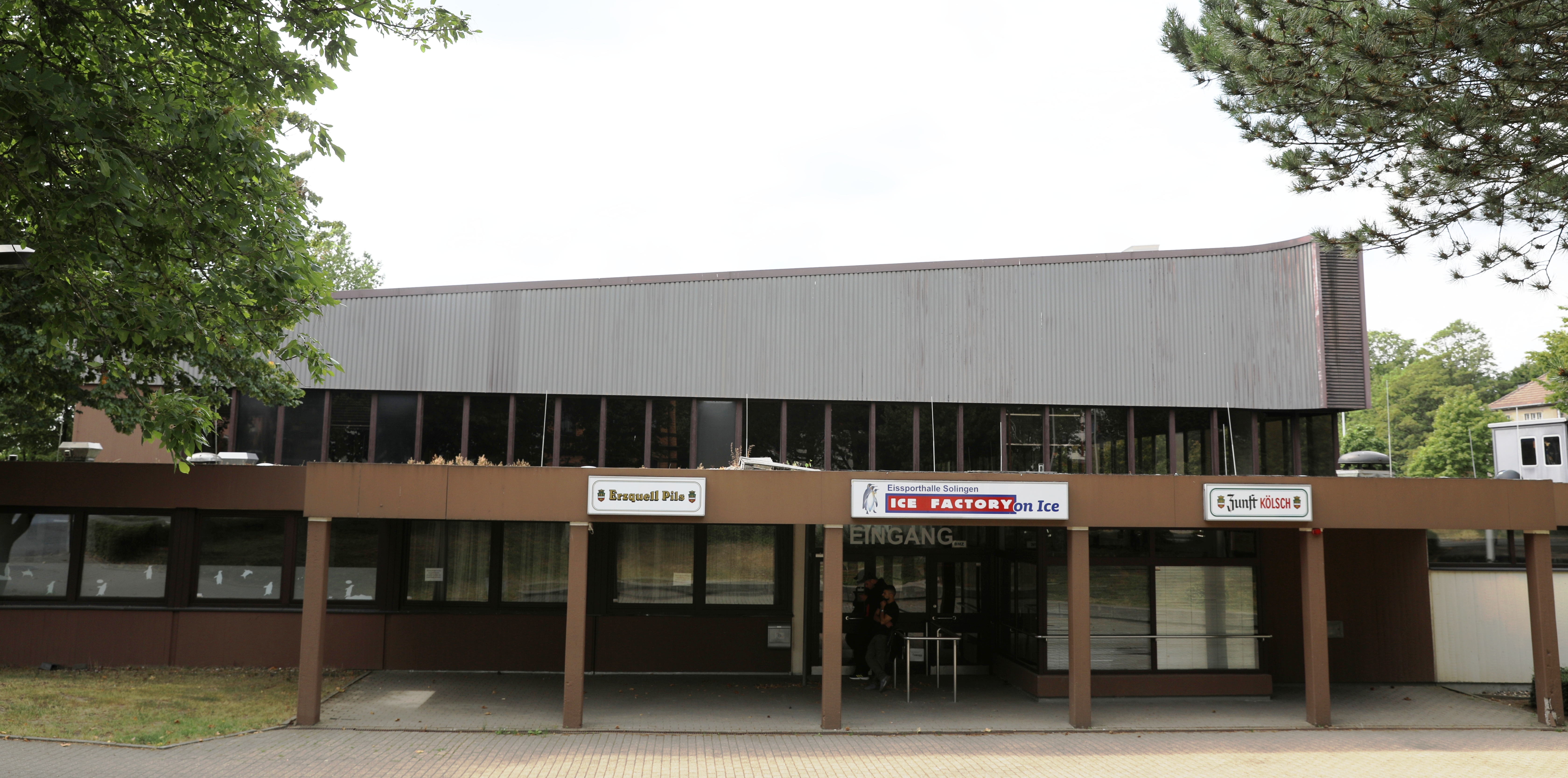
Eissporthalle Solingen, die Heimspielstätte des EC Bergisch Land

Bereits vor Gründung der Bergisch Raptors gab es organisierte Eishockeyvereine in Solingen. Noch vor der Eröffnung der ersten Solinger Eisbahn Ende 1975 wurde im Sommer zuvor der SC Solingen gegründet, der zunächst keine Eishockey-Abteilung beinhaltete. Erst nach Fertigstellung der Eishalle Birker Straße kam es zur Gründung des Eishockey-Bereiches und zum ersten Spiel des SCS gegen den GSV Moers (Endstand 7:9). Zur Saison 1980/81 meldete der SCS erstmals eine Mannschaft zum Ligenspielbetrieb an und startete in der Landesliga NRW. In den ersten beiden Jahren wurden die Solinger jeweils Vizemeister der Landesliga. 1982 verpflichtete der SCS Ulrich Rudel als neuen Trainer, der zuvor bereits bei den Kölner Haien in der 1. Bundesliga an der Bande stand. Aufgrund seiner guten Kontakte nach Köln holte er Bundesliga-erfahrene Spieler aus der Domstadt nach Solingen, unter anderem den Torhüter Axel Richter. Mit einer Topmannschaft gelang in der Spielzeit 1982/83 der Aufstieg in die Oberliga – die Regionalliga wurde am grünen Tisch übersprungen – mit zwei deutlichen Siegen gegen den Erz-Rivalen Neusser SC.
In der ersten Saison in der Oberliga erreichten die Solinger die Qualifikationsrunde zur 2. Bundesliga. Am Ende fehlte ein Punkt, um den direkten Durchmarsch in die zweithöchste Spielklasse zu schaffen. Um dem Aufstieg näher zu kommen, wurden für die Spielzeit 1984/85 weitere ehemalige Bundesliga-Spieler und deutsche Meister verpflichtet, so wechselten unter anderem Guido Lenzen, Jörg Lautwein und Georg Kink in die Klingenstadt. Im Finale um die Oberligameisterschaft siegte der SCS gegen den EHC 80 Nürnberg und qualifizierte sich in der anschließenden Aufstiegsrunde für die 2. Bundesliga, der er bis 1989 angehörte. Noch während der Saison 1988/89 musste der SC Solingen den Spielbetrieb in der 2. Bundesliga aufgrund finanzieller Probleme einstellen und zog sich aus dem professionellen Eishockey zurück.
Direkt im Anschluss an den Kollaps wurde als Nachfolgeverein der SC Solingen 88 „Die Pumas“ gegründet. Dieser kehrte in der Saison 1991/92 in die viertklassige Regionalliga zurück und stieg 1994 sogar in die damals drittklassige 2. Liga Nord auf. Nach nur einer Spielzeit folgte jedoch auch für den SCS 88 das endgültige Aus im Sommer 1995. Die Verantwortlichen mussten einsehen, dass sich die finanzielle Situation enorm verschlechtert hatte.
| Spielzeiten des SC Solingen:                                                                                           |                                                                                                 |
| - 1980/81 Verbandsliga NRW - 1981/82 Verbandsliga NRW - 1982/83 Verbandsliga NRW - 1983/84 Oberliga - 1984/85 Oberliga | - 1985/86 2. Bundesliga - 1986/87 2. Bundesliga - 1987/88 2. Bundesliga - 1988/89 2. Bundesliga |
| Spielzeiten als SC Solingen 88:                                                                                        |                                                                                                 |
| - 1991/92 Regionalliga - 1992/93 Regionalliga                                                                          | - 1993/94 Regionalliga - 1994/95 2. Liga Nord                                                   |

### EHC Solingen/Bergisch Blue Knights
Durch den freiwilligen Rückzug des SCS 88 aus der 2. Liga Nord wurde die Gründung des Nachfolgeclubs EHC Solingen am 17. Mai 1995 vereinfacht. Diesem gelang 1999 unter Trainer Peter Schrills der Aufstieg in die Regionalliga. Bis 2004 etablierte sich der EHC in der vierthöchsten Spielklasse, ehe auch für den Nachfolger des SC Solingen das finanzielle Aus drohte. Nur durch die Auslagerung der 1. Herrenmannschaft in die Bergisch Blue Knights GmbH konnte der Kollaps vermieden werden. Doch nur ein Jahr später standen auch die Blue Knights vor dem Ende und man entschied sich für die Gründung eines komplett neuen Vereins.
| Spielzeiten des EHC Solingen:                                                          |                                                                                        |
| - 1999/2000 Regionalliga NRW - 2000/2001 Regionalliga NRW - 2001/2002 Regionalliga NRW | - 2002/2003 Regionalliga NRW - 2003/2004 Regionalliga NRW - 2004/2005 Regionalliga NRW |

### EC Bergisch Land
Noch in der Sommerpause 2005 wurde der EC Bergisch Land (ECB) als Nachfolgeclub des EHC Solingen beziehungsweise der Bergisch Blue Knights gegründet. Der ECB sollte das Eishockey nicht nur in Solingen, sondern auch in den benachbarten Städten (vor allem Remscheid und Wuppertal) bekannt machen und mehr Zuschauer anlocken. Vorsitzender war im ersten Jahr Wolfgang Lingen; Rolf van Hauten (ehemals Düsseldorfer EG) arbeitete als Trainer und Sportmanager. In der ersten Saison starteten die Raptors in der Verbandsliga NRW, wo das Team die Meisterschaft knapp verpasste. Die anschließende Pokalrunde, in der es auch um den Aufstieg in die Regionalliga ging, schloss der ECB aber als ungeschlagener Sieger ab und feierte den direkten Aufstieg.
Vor der Spielzeit 2006/07 stand lange Zeit eine neuerliche Insolvenz im Raum; erst zwei Wochen vor Saisonstart stand die Teilnahme der Raptors an der Regionalliga fest. Van Hauten war kurz zuvor zurückgetreten und von Jiří Šmíček als Coach ersetzt worden. Auch Lingen trat kurz vor Jahresende als Vorsitzender zurück. Sein Nachfolger wurde Johannes Hammerstein, der auch zum Geschäftsführer der neu gegründeten Limited gewählt wurde. In diese wurde die Herrenmannschaft ausgegliedert, um das finanzielle Risiko des Regionalliga-Spielbetriebes vom Stammverein zu nehmen. In der Hauptrunde 2006/07 spielte das spontan zusammengestellte Team sehr unkonstant, verpasste frühzeitig die Oberliga-Aufstiegsrunde und musste in der NRW-Pokalrunde um den Klassenerhalt kämpfen. Dieser gelang aber als Pokal-Fünfter souverän mit zehn Punkten Vorsprung. In der Saison 2007/08 spielte der ECB erneut in der Regionalliga NRW. Das mangelnde Interesse von Sponsoren und Zuschauern – in der Spielzeit 2006/07 lag der Zuschauerschnitt bei 200 – zwang die Verantwortlichen jedoch dazu, den Kader stark zu verjüngen. Zudem wurde der Plan, mit einer so genannten 1b-Mannschaft an den Start zu gehen, nicht realisiert. Stattdessen wurden die meisten Spieler dieser Mannschaft in der ersten Mannschaft gemeldet. Das Team wurde seit dem Sommer 2007 von der neu gegründeten „Services on Ice“-Limited organisiert, deren Vorsitzende Frau Hammerstein war. Nach nur wenigen Spielen in der neuen Saison allerdings kündigte der Stammverein den Vertrag mit der Limited, nachdem es zu Unstimmigkeiten zwischen dem Vereinsvorstand und Frau Hammerstein gekommen war. Das Regionalliga-Team wird seitdem wieder vom EC Bergisch Land selbst unterhalten, belegte nach der Vorrunde 2007/08 den neunten Platz und sicherte sich im Regionalliga-Pokal den Klassenerhalt.
Obwohl sich die Raptors auch im Folgejahr sportlich für die Regionalliga qualifiziert hatten, nahmen sie dieses Recht aus finanziellen Gründen nicht in Anspruch. Gründe für den Rückzug waren vor allem ein Einnahmenrückgang im Sponsoring und eine Reduzierung der städtischen Unterstützung bei der Nutzung der Eissporthalle. Während in der Spielzeit 2007/08 noch rund 42.000 Euro für die Seniorenmannschaft zur Verfügung standen, waren es in der Saison 2008/2009 nur noch ca. 30.000 Euro. Da mit diesen verringerten Mitteln keine konkurrenzfähige Regionalligamannschaft hätte aufgestellt werden können, starteten die Klingenstädter ab 2009 in der Landesliga. Im zweiten Jahr in der Landesliga erreichten die Solinger den sechsten Rang in der Vorrundentabelle und verpassten die Play-offs nur um wenige Punkte. Aufgrund dieser guten Entwicklung entschieden sich die Verantwortlichen, das Angebot des Landesverbandes zum Start als Nachrücker in der Regionalliga ab der Saison 2011/12 anzunehmen.
| Spielzeiten des EC Bergisch Land: | | |
| - 2005/2006 Verbandsliga NRW (V) - 2006/2007 Regionalliga NRW (IV) - 2007/2008 Regionalliga NRW (IV) - 2008/2009 Regionalliga NRW (IV) | - 2009/10 Landesliga NRW (V) - 2010/11 Landesliga NRW (V) - 2011/12 Regionalliga West (IV) - 2012/13 Regionalliga West (IV) | - 2013/14 NRW-Liga (V) - 2014/15 Regionalliga West (IV) - 2015/16 1. Liga West (IV) - 2016/17 Landesliga NRW (V) |
| In Klammern Stufe der Liga: (IV) vierthöchste Klasse, (V) fünfthöchste Klasse                                                          | | |

## Weitere Mannschaften des EC Bergisch Land
Neben der 1. Herrenmannschaft existieren im EC Bergisch Land noch diverse weitere Teams. Die Damenmannschaft des ECB, die so genannten Raptösen, schaffte 2006 den Aufstieg in die 2. Liga. In der Saison 2006/07 erreichten sie zwar den Klassenerhalt, zogen sich aber zur Spielzeit 2007/08 in die Verbandsliga NRW, die dritthöchste Spielklasse, zurück. Dort gelang ihnen in der Aufstiegsrunde der zweite Rang. Durch Umstrukturierungen im Spielbetrieb und Rückzüge anderer Mannschaften spielten sie in der Saison 2008/09 wieder in der zweiten Liga. Allerdings konnte diese nicht gehalten werden. Weil einige Spielerinnen ihre Karriere beendeten, startete das Team von Trainer Andreas Jordan die Saison 2009/2010 in der Landesliga NRW und erreichte bereits zwei Spieltage vor Saisonende den direkten Aufstieg in die Verbandsliga NRW. Im Folgejahr spielten die Raptösen als Aufsteiger eine starke Saison in der Verbandsliga und scheiterten erst in den Play-offs um den Wiederaufstieg in die 2. Liga. Im Sommer 2011 wurde die Damenmannschaft trotz der Erfolge der letzten Jahre aufgelöst, da der Verein das eingesparte Geld in die Herrenmannschaft investieren wollte.
Im Jugendbereich nehmen verschiedene Teams des ECB am Ligenspielbetrieb in den Altersklassen Bambini bis Jugend teil. Zudem bieten die Raptors eine Laufschule für 5- bis 8-Jährige an, in der den Kindern die Grundlagen des Schlittschuhlaufens vermittelt werden. Des Weiteren sind im ECB die Mütter der Nachwuchsspieler in einer Hobbymannschaft, den DollFinis, organisiert, nehmen aber an keinem Spielbetrieb teil. Die ehemalige 2. Herrenmannschaft spielte zuletzt in der Saison 2006/07 unter dem Namen Old Snakes in einer Hobbyliga, wurde aber zur laufenden Spielzeit zugunsten der 1. Mannschaft aufgelöst. Einige der ehemaligen Spieler sind nun im Regionalliga-Team der Raptors aktiv. Diese Auflösung war aber nicht von Dauer, denn mittlerweile sind die „Old Snakes“ wieder auf dem Eis.

## Auszeichnungen
Die Jugend des EC Bergisch Land wurde in Solingen zur Mannschaft des Jahres 2016 gewählt.

## Bekannte ehemalige Spieler
| - Troy Bigam Stürmer, später in der 2. Bundesliga aktiv - Thomas Bornträger Torwart, 1986 und 1987 deutscher Meister mit dem Kölner EC - Siegfried Hardt Stürmer, 1978/79 deutscher Meister mit dem Kölner EC - Georg Kink Verteidiger, ehemals Kölner EC, EHC 70 München - Christoph Kreutzer Verteidiger, fünffacher deutscher Meister mit der Düsseldorfer EG - Ivan Krook Top-Stürmer beim SC Solingen zu Zweitliga-Zeiten - Jörg Lautwein Verteidiger, 1983/84 deutscher Meister mit dem Kölner EC | - Guido Lenzen Stürmer, 1983/84 deutscher Meister mit dem Kölner EC - Rainer Philipp Stürmer, 1983/84 deutscher Meister mit dem Kölner EC - Axel Richter Torwart, 1976/77 deutscher Meister mit dem Kölner EC - Thorsten Sendt Verteidiger, 1994/95 deutscher Meister mit dem Kölner EC - Jiří Šmíček Stürmer, früher Düsseldorfer EG, EC Ratingen, ESC Moskitos Essen - Walter Stadler Stürmer, 1972 und 1975 deutscher Meister mit der Düsseldorfer EG, 1979 Meister mit dem Kölner EC - Dirk Voss Torwart, 1987/88 deutscher Meister mit dem Kölner EC |